# Colégio Estadual da Bahia
O Colégio Estadual da Bahia, ou Colégio Central da Bahia e antigo Ginásio da Bahia, é uma tradicional escola de ensino médio localizada centro de Salvador. Foi criado pelo ato n. 33, publicado no Diário Oficial do Estado da Bahia em 7 de setembro de 1837, inaugurando o ensino secundário na Bahia.
Diante dos seus quase 200 anos de história, o primeiro colégio público de ensino médio do Brasil, fundado com o nome de Liceu Provincial da Bahia, já em seu primeiro ano de existência teve participação efetiva na Sabinada através de alguns de seus professores, a exemplo do padre doutor Antonio Joaquim das Mercês, o cônego das Mercês, que se envolvendo na revolta paralisaram as atividades no colégio.
Luiz Vianna Filho foi professor nesta escola e Antônio Carlos Magalhães, Glauber Rocha, Elsimar Coutinho e Carlos Marighella foram estudantes nela.